# Пітер Бенчлі
Пітер Бредфорд Бенчлі (англ. Peter Bradford Benchley; 8 травня 1940 — 11 лютого 2006) — американський автор, найбільш відомий за свій роман «Щелепи» і подальші його екранізації. Сценарій до першої екранізації написаний Бенчлі спільно з Карлом Готлібом, фільм знятий режисером Стівеном Спілбергом. За сюжетами деяких інших книг автора також зняті кінофільми, включаючи «Безодню» і «Острів».
Пітер Бенчлі є сином автора Натаніеля Бенчлі і онуком засновника гурту Algonquin Round Table — Роберта Бенчлі. Його молодший брат Нат Бенчлі теж письменник і актор. Пітер Бенчлі закінчив школу Phillips Exeter Academy і Гарвард.
Після закінчення коледжу Бенчлі працював у газеті Вашингтон Пост, потім редактором у журналі Newsweek, і у Білому Домі (на посаді автора промов президента Ліндона Джонсона).

## Роботи Пітера Бенчлі
Художні

• Щелепи(1974)

• Безодня (1976)

• Острів (1979)

• Дівчина із моря Кортеса (1982)

• Q Clearance (1986)

• Rummies (1989)

• The Beast (1991)

• Біла акула (1994)

• Creature (1997)
Документальні

• 1964: Time and a Ticket

• 1970: Life's Tempo on Nantucket

• 1994: Ocean Planet: Writings and Images of the Sea

• 2001: Shark Trouble: True Stories About Sharks and the Sea

• 2002: Shark!: True Stories and Lessons from the Deep

• 2005: Shark Life: True Stories About Sharks and the Sea (с Karen Wojtyla)
Фільми

• Щелепи (1975)

• Безодня (фільм) (1977)

• Щелепи 2

• Острів (фільм) (1980)

• Щелепи 3 (1983)

• Щелепи 4: Помста

• Dolphin Cove, телесеріал 1989 року

• The Beast (1996)

• Creature (1998)

• Amazon, телесеріал 1999 року

• Місіс Паркер і порочний круг (1994) (в ролі Френка Кроуніншилда).